# Пик, Артур
Артур Генрих Вальтер Пик (нем. Arthur Heinrich Walter Pieck; 28 декабря 1899, Бремен — 13 января 1970, Берлин) — немецкий политик, член КПГ и СЕПГ. Генеральный директор авиакомпании ГДР Interflug. Сын Вильгельма Пика.

## Биография
Квалифицированный типографский наборщик, Артур Пик в 1916 году вступил в Союз Спартака и участвовал в оппозиционном молодёжном движении. Обвинённый в государственной измене, в 1917 году был вынужден эмигрировать в Нидерланды. Принимал участие в учредительном съезде КПГ. В 1922—1923 годах работал в советском торговом представительстве в Берлине.
В 1927 году возглавил Союз рабочих театров в Германии, в 1929 году выступил одним из соучредителей Международного рабочего театрального объединения (МРТО, с 1932 года — Международное революционное театральное объединение). Вместе с Эрвином Пискатором планировал создать западноевропейское бюро МРТО в Париже. Близкими друзьями Артура Пика помимо Пискатора были Густав фон Вангенхайм, Ханс Эйслер, Альфред Курелла, Джон Хартфилд и Эрвин Гешоннек. Артур Пик был знаком со многими писателями и актёрами.
С 1938 года Артур Пик работал в московском пресс-отделе Коммунистического интернационала. В 1941 году поступил офицером на службу в Главное политическое управление Красной армии, занимался разъяснительной работой на фронте и среди военнопленных.
Вернулся в Германию вместе с 5-й ударной армией в должности переводчика Н. Э. Берзарина и работал в администрации Советской зоны оккупации Германии. В ноябре 1945 года женился на Маргарите Лоде. До 1946 года Артур Пик входил в состав магистрата Большого Берлина и занимал должность советника по кадровым вопросам и управлению. Позднее был назначен руководителем отдела управления и кадровых вопросов в Немецкой экономической комиссии, а с 1949 года возглавлял главное управление кадров и обучения при правительстве.
В 1955 году был назначен генеральным директором авиакомпании ГДР Deutsche Lufthansa, позднее переименованной в Interflug. В 1961—1965 годах занимал должность заместителя министра транспорта ГДР и возглавлял главное управление гражданской авиации. В мае 1965 года вышел на пенсию. Похоронен в Мемориале социалистов на Центральном кладбище Фридрихсфельде.

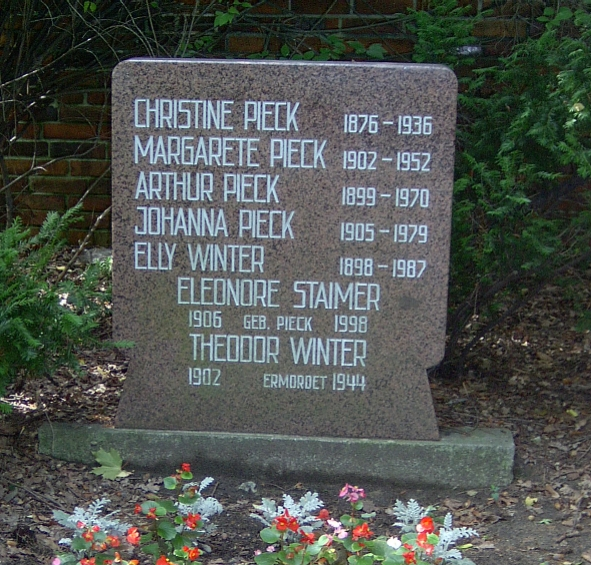
Могила Артура Пика на Центральном кладбище Фридрихсфельде